# 塩瀬村 (兵庫県)
塩瀬村（鹽瀨村、しおせむら）は、かつて兵庫県有馬郡にあった村。1889年（明治22年）の町村制施行にともない編成され、昭和の大合併により消滅した。
現在の西宮市北部地域の東側、おおむね武庫川右岸一帯にあたる。村名は町村制施行以前の名塩村・生瀬村から一字ずつが採られたもの（合成地名）である。

## 地理

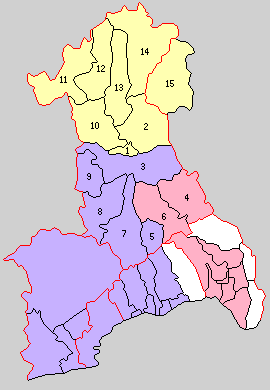
1.三田町 2.三輪村 3.道場村 4.塩瀬村 5.湯山町 6.山口村 7.有野村 8.八多村 9.大沢村 10.貴志村 11.藍村 12.本庄村 13.中野村 14.小野村 15.高平村（紫：神戸市 赤：西宮市 黄：三田市）

有馬郡東南部に位置していた自治体。おおむね武庫川右岸であるが、東の生瀬地区では左岸にも町域が広がり、宝塚駅付近（川辺郡小浜村、宝塚町を経て現在の宝塚市）に近接する。北東に川辺郡西谷村（現在は宝塚市の一部）、北西に道場村（現在は神戸市北区の一部）、西に山口村（現在は西宮市の一部）、南に良元村（現在は宝塚市の一部）と接する。
- 山岳：琴鳴山、高座山、秀ヶ辻山
- 河川：武庫川、名塩川

## 歴史

### 前近代
町村制施行以前には、生瀬（なまぜ）と名塩（なじお）の2つの村があった。

#### 生瀬
武庫川沿いに位置する生瀬は、摂津平野と有馬方面を結ぶ有馬街道（大坂街道）に位置し、13世紀にはすでに宿駅として栄えた記録がある。嘉禎4年（1238年）創建とされる浄橋寺（浄土宗西山派）には、武庫川を渡る生瀬橋の創建にまつわる伝説が伝わる。江戸時代には参勤交代の宿駅として、また物資の中継地として栄えた。

#### 名塩
名塩川が武庫川に合流する木之元（このもと、古くは「木ノ本」と書いた。江戸時代には名塩村の枝郷となっており、現在は名塩木之元という町名である）には木ノ元地蔵尊木元寺があり、聖徳太子ゆかりの地蔵伝説がある。室町時代に赤松則村によって伽藍が建設された。文安2年（1445年）赤松満政は木元の山中で一族と共に最期を遂げた。
武庫川の支流名塩川を遡った盆地に名塩の古い街がある。文明7年（1475年）、当地を訪れた蓮如が設けた草堂が教行寺の始まりとされる。教行寺は蓮如の子蓮芸の子孫が代々住持を務め、「名塩御坊」と呼ばれる高い寺格を保ち、名塩は寺内町として発展した。
名塩は和紙生産の郷として知られ、名塩雁皮紙（名塩鳥の子紙）を特産品としている。名塩の紙漉の発祥にはさまざまな伝説があるが、和紙生産が盛んになり名塩が発展するのは17世紀以降である。江戸時代後期には名塩から蘭学者億川百記が出ており、百記の娘の八重は、百記の弟弟子である緒方洪庵に嫁いだ。この縁で洪庵門下の伊藤慎蔵によって1862年から1869年にかけて名塩蘭学塾が設けられ、洋学が教授されていた。
また、18世紀の中頃には武田尾温泉が知られるようになった。

### 近代
1889年（明治22年）、町村制の施行により、名塩村・生瀬村が合併して塩瀬村が発足する。ともに長い歴史を有する名塩・生瀬の間にはしばしば利害の衝突も発生したという。1898年（明治31年）、阪鶴鉄道（現在のJR福知山線）が宝塚駅から延伸開業した際、終着駅として有馬口駅（現在の生瀬駅）が開業。阪鶴鉄道は翌1899年（明治32年）に三田駅まで延伸し、武田尾駅（駅所在地は現在の宝塚市玉瀬）が設置されて武田尾温泉の利用者が増えた。
1951年（昭和26年）、昭和の大合併に伴い塩瀬村は解村し西宮市に編入された。

#### 後史
西宮市では旧塩瀬村の地域を「塩瀬地域」と称し、塩瀬地域は名塩地区と生瀬地区からなるとする。1980年代には大規模な宅地開発が進められた。
西宮市役所は塩瀬支所を名塩に置いており、塩瀬支所生瀬分室を生瀬に設けている。

### 行政区画・自治体沿革
- 1889年（明治22年）4月1日 - 町村制の施行により、名塩村・生瀬村の区域をもって発足。
- 1951年（昭和26年）4月1日 - 西宮市に編入。同日塩瀬村廃止。

## 産業
- 名塩雁皮紙（名塩紙）
- 明治期に炭酸水の販売を始めたウィルキンソン（ウヰルキンソン・タンサン鉱泉株式会社）は、生瀬の天然炭酸鉱泉を採水地としていた[4]。創業者ジョン・クリフォード・ウィルキンソンは1889年（明治22年）頃、狩猟で出かけた宝塚付近の山中（武庫川右岸にある宝塚温泉場の源泉の傍らであったという[5]）で炭酸鉱泉を発見[4]、1890年（明治23年）からは温泉場近くの紅葉谷に工場を設け[5]、瓶詰生産と販売を始めた[4]。1904年（明治37年）、生産量を増やすため、従来の工場の上流約1.5 kmの生瀬（現在の西宮市生瀬武庫川町[5]）に工場を移転、「宝塚工場」と称した[6][5][注釈 1]（ウィルキンソンタンサン鉱泉宝塚工場参照）。

## 教育
- 塩瀬村立生瀬小学校 - 1873年（明治6年）、生瀬村揚明小学校として開校。
- 塩瀬村立名塩小学校 - 1873年（明治6年）、名塩村塩渓小学校として開校。
- 塩瀬村立塩瀬中学校 - 1947年（昭和22年）設置

## 名所・旧跡・祭事

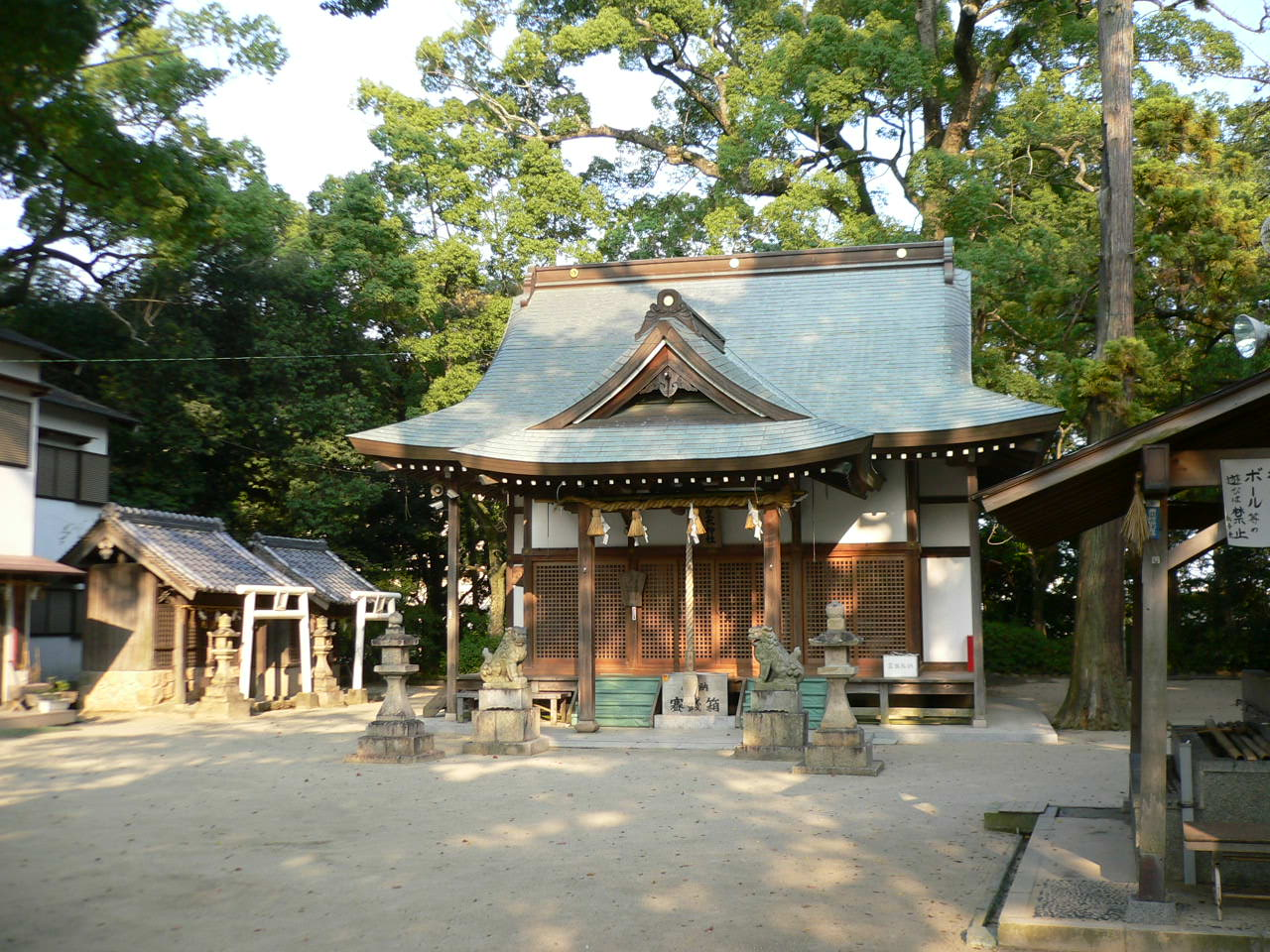
生瀬皇太神社（生瀬）

- 浄橋寺（生瀬）
- 生瀬皇太神社
- 琴鳴山（生瀬）
- 蓬萊峡（生瀬）
- 教行寺（名塩）
- 名塩八幡神社
- 木ノ元地蔵尊木元寺（名塩）
- 武田尾温泉（名塩）

## 交通

### 鉄道路線
- 日本国有鉄道
  - 福知山線
    - 生瀬駅 - （惣川駅）

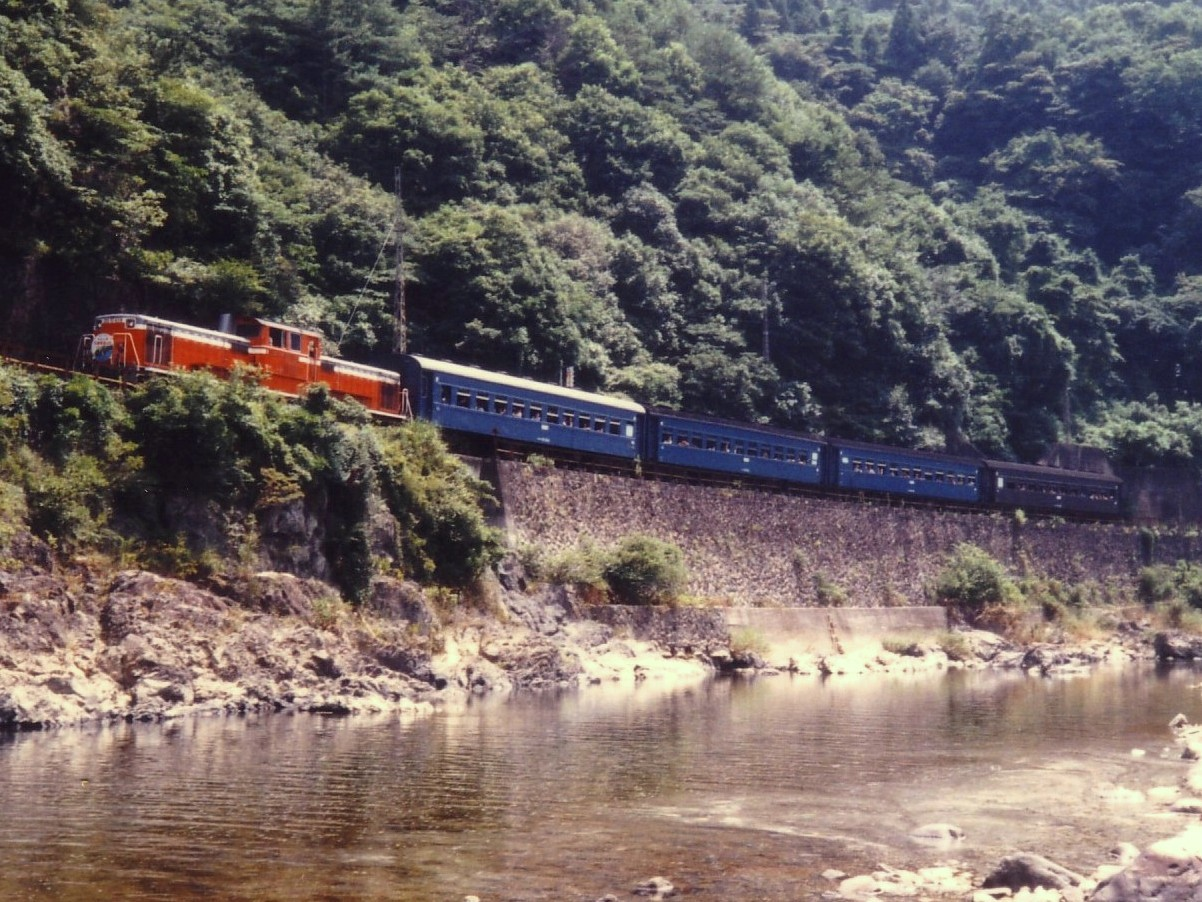
武庫川峡谷内を走っていた福知山線旧線。武田尾駅付近（1986年撮影）

村が存在していた当時、生瀬駅以北（道場駅まで）の福知山線は武庫川峡谷内を走っていた（現在は旧国鉄福知山線廃線跡と呼ばれるハイキングコースとなっている）。新線（現在の路線）に付けえられたのは1986年である。旧村域にある西宮名塩駅は、新線付け替え時に開業した駅である。
生瀬駅から武庫川右岸（塩瀬村側）を北上した福知山線は、第二武庫川橋梁で対岸（宝塚町側）に渡り、武田尾駅に至る。武田尾駅の西で第三武庫川橋梁（廃線により撤去）により再度右岸（塩瀬村）へ渡っていた。
惣川駅（惣川貨物駅）は宝塚駅の西方にあった貨物駅で、ウィルキンソンの炭酸水積み出しのための側線に設けられた。大正期には旅客を取扱った時期もあるという。のちに大阪砕石工業所の砕石積み出しに用いられた。宝塚駅構内に編入され廃止されている（宝塚駅参照）。

### 道路
- 二級国道
  - 二級国道176号福知山大阪線

村域内には、大阪方面から有馬温泉に至る古くからの街道、有馬街道（大坂街道、湯山街道、生瀬街道とも）が走る。生瀬は武庫川右岸（西岸）に位置する宿場町であり（生瀬橋が左岸とを結ぶ）、北西へ名塩・三田を経て丹波方面に至る街道（大坂街道、丹波街道、名塩街道とも）との追分でもあった。
明治時代まで、生瀬から西に船坂方面へ至る有馬街道（生瀬街道）は太多田川の河原をさかのぼる道筋になっており、「四十八ヶ瀬」あるいは「四十八飛び」と呼ばれる難所であった。
有馬街道（生瀬街道）は1887年（明治20年）から翌1888年（明治21年）にかけて改修され、県道に移管された（現在は兵庫県道51号宝塚唐櫃線）。
1898年（明治31年）の阪鶴鉄道（現在のJR福知山線）開通・生瀬駅開業後は、有馬温泉への経路として盛んな交通があったが、1915年（大正4年）に三田-有馬間に有馬鉄道（有馬線）が開通すると利用者は少なくなった。
生瀬と名塩の間の交通も、生瀬西方の「猿首岩」と呼ばれる岩山に交通が阻害されていたが、江戸時代に平坦な街道が開削され、明治中期に県道となり、昭和に入り二級国道176号福知山大阪線となった。
現在は旧村域に中国自動車道の西宮名塩サービスエリアが所在するが、当時は未開通。

## 著名な人物
- 松岡修造 - 実業家。1859年、生瀬村生まれ。松岡家は生瀬の名望家で松岡汽船（現・商船三井）の創業家、阪急電鉄創業者小林一三の義父。同名のタレント（元テニスプレーヤー）は玄孫。
- 緒方八重 - 緒方洪庵の妻で、1822年、名塩村生まれ。父は名塩村で医師・製薬販売業を営む億川百記（おくかわひゃっき）。
- 上中啓三 - 化学者。1876年、名塩村生まれ。高峰譲吉の助手としてアドレナリンの発見に貢献。
- 八木米次 - 政治家、西宮市長。1913年、名塩生まれ。
- 弓場勇 - ブラジル・弓場農場主。1906年、名塩生まれ。弓場家は名塩の名望家。1926年に家族とともにブラジルに渡る。
- 馬場順三 - 政治家、西宮市長。1925年、名塩生まれ。
- 谷野武信 - 製紙工芸家。1935年、名塩生まれ。重要無形文化財「名塩雁皮紙」保持者（人間国宝）